# Ragad

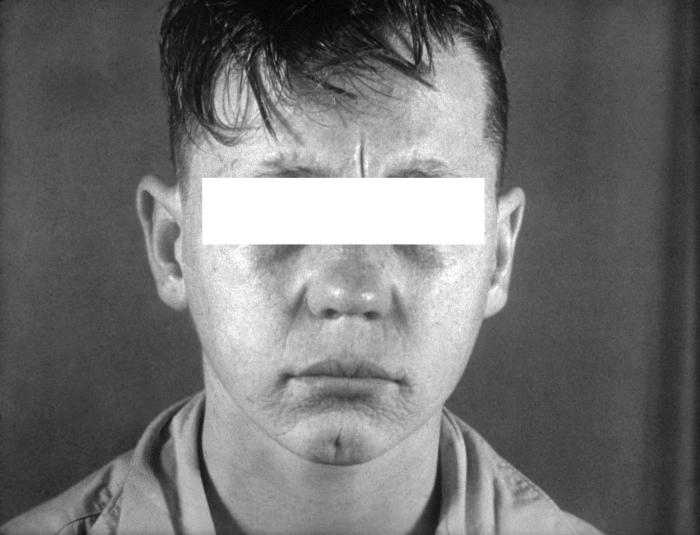
Ragader kring munnen orsakade av syfilis

Ragad är små sår eller ärr i munnen eller näsans vinklar. De kan vara ett resultat av bakterieinfektioner vid munskador. De kopplas ofta till medfödd syfilis.